# Krzyż Zasługi Olimpijskiej

Baretka krzyża

Fiński Krzyż Zasługi Olimpijskiej (fiń. Suomen Olympialainen ansioristi) – odznaczenie cywilne Republiki Finlandii, nadawane za zasługi przy organizowaniu letniej XV Olimpiady w Helsinkach w roku 1952. Z krzyżem był powiązany Fiński Medal Zasługi Olimpijskiej, ustanowiony w tym samym roku.
Krótkotrwały, bo nadawany tylko w związku z XV olimpiadą krzyż został ustanowiony w 1951 roku i nadany niewielu osobom przez prezydenta Finlandii Juho Paasikivi. Posiadał dwa stopnie: I noszony na wstędze na szyi i II noszoną na wstążce na piersi.
Oznaką orderu była emaliowana na biało pięcioramienna gwiazda z promieniami w kształcie ramion krzyża. W środku awersu znajdował się symbol olimpijski – pięć złotych połączonych ze sobą kółek. Między dwoma dolnymi promieniami gwiazdy umieszczony był złoty lew godła państwowego Finlandii, między trzema górnymi promieniami stylizowane złote gałązki jodły. Rewers był gładki, nieemaliowany. Jako zawieszka służył złoty stylizowany płomień olimpijski. Wstęga była niebieska z wąskimi białymi bordiurami i z trzema białymi paskami w środku.